# 醤遊王国

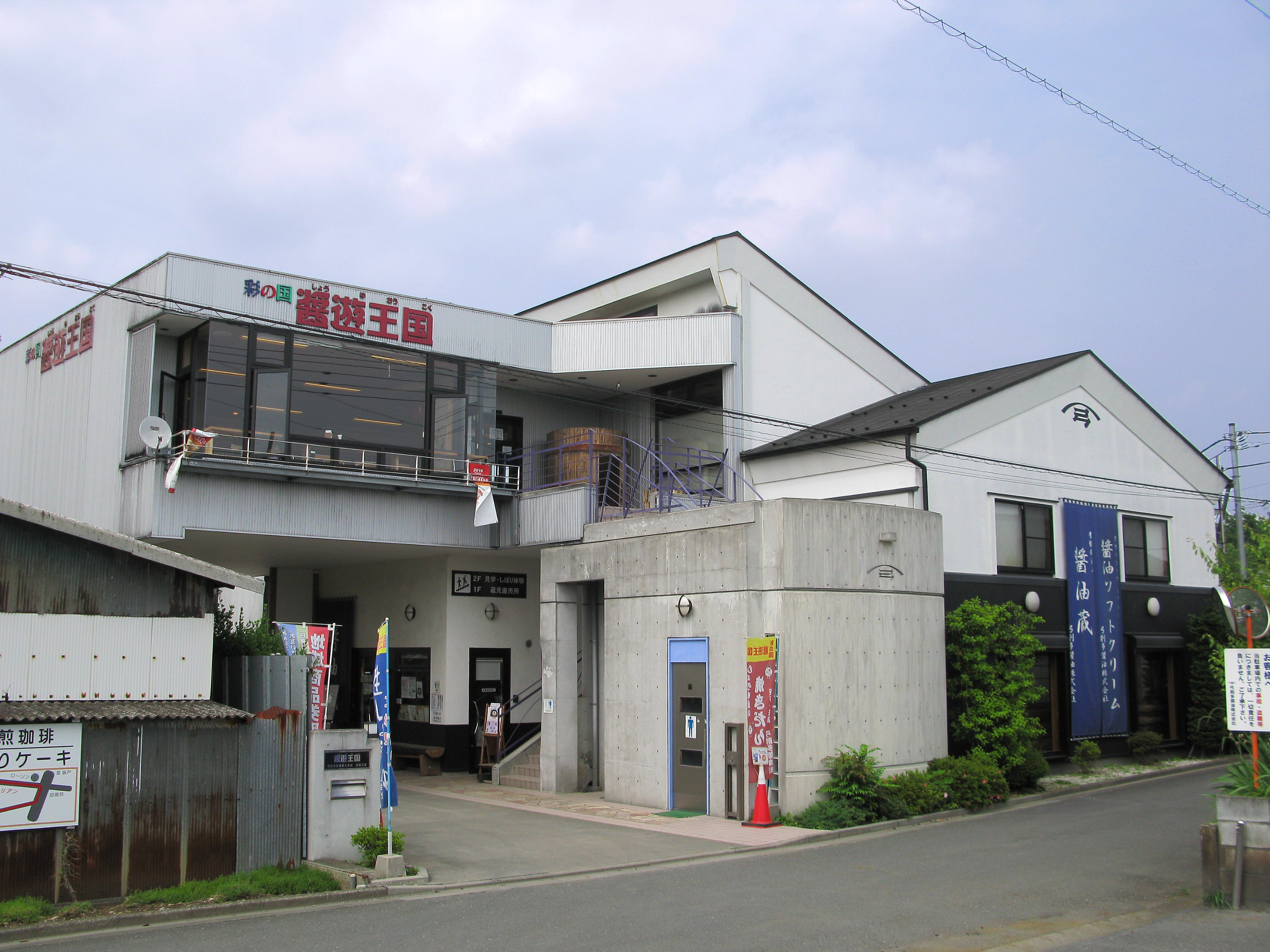
醤遊王国（2012年5月）

醤遊王国（しょうゆおうこく）は、埼玉県日高市田波目にある弓削多醤油株式会社が運営する醤油に関する資料館兼販売施設。正式名称は彩の国醤遊王国。

## 概要
木桶で仕込む様子を見学したり、醤油の醸造過程の解説や、工場見学ができる。
さらに実際に使用する醤油搾り機を扱える。
料金を払えば、自分で生醤油が搾れたり、自分搾りの生醤油を持ち帰ることが可能。
なお、醤油工場の見学施設ではないが川越市の時の鐘そばに2015年6月18日にオープンした同名の販売施設が所在し、ここでも醤油しぼり体験ができる。

## 弓削多醤油について
弓削多醤油は1923年に現在の坂戸市で創業。農業を行っていた初代当主の弓削多佐重が醸造学に興味を持ち、醤油蔵と味噌蔵を興そうとした際、現在の入間市にあった醤油蔵から蔵の設備や杜氏を迎え入れることになり、創業した。そのころからの歴史を含めると200年以上の歴史を持つ。

## 特徴
弓削多有機しょうゆに使用する大豆と小麦は主に青森県産、高麗郷丸大豆醤油に使用する大豆と小麦は埼玉県鳩山町産を使用。

## 醤遊王国・工場
- 本社・坂戸工場 埼玉県坂戸市多和目475番地
- 醤遊王国本店・日高工場 埼玉県日高市田波目804-1
- 醤遊王国 川越時の鐘店 埼玉県川越市大手町14-5